# Кайахога
Кайахога (англ. Cuyahoga River) — река в северо-восточной части штата Огайо в США. За пределами штата она хорошо известна как «река, которая загорелась», причём это произошло на самом деле, и не раз, что стимулировало движение в защиту окружающей среды в конце 1960-х гг.
Длина — 160 км, площадь бассейна — около 2,95 тыс. км². До города Кайахога-Фолс река течёт в южном направлении, а затем круто поворачивает на север и проходит по территории национального парка Долина Кайахога. У северного окончания города Кливленд река впадает в озеро Эри. Индейцы называли этот извилистый поток «Кайахога», что в переводе с ирокезского означает «изогнутая река».

## Описание
Эта река — сравнительно недавнее геологическое образование, сформировавшееся в результате наступления и отступления ледовых полей во время последнего ледникового периода. Последнее отступление ледника, которое произошло 10—12 тыс. лет назад, вызвало изменения характера течения реки у города Акрон. Оно изменило направление с южного на северное. Направляя свои воды к озеру Эри, река прорезала себе путь вокруг морен, оставленных отступающим ледником, что придало ей извилистую подковообразную форму. Глубина реки, если не принимать во внимание дамбы и искусственно углублённое дно в некоторых местах, лежит в пределах 90-180 см.
В нижнем течении Кайахога подвергалась множественным изменениям. Изначально она впадала в озеро Эри примерно в километре к западу от настоящего устья, образуя мелководный марш. Текущее устье — искусственное и лежит чуть западнее делового центра Кливленда, являясь судоходным. Корпус инженеров армии США углубил дно на протяжении последних пяти километров до восьми метров в целях беспрепятственного прохода судов, обслуживающих производства, расположенные у реки.

## История
Мозес Кливленд, топограф, которому было поручено изучить Западный резерв штата Коннектикут, прибыл к устью Кайахоги в 1796 году и основал там поселение, которое впоследствии стало городом Кливленд.
Пожары на реке случались начиная с 1936 года, когда искра от паяльной лампы воспламенила мусор и масла, плавающие в реке. 22 июня 1969 года речной пожар привлёк внимание журнала «Тайм», который описал её как реку, которая «скорее сочится, чем течёт», и в которой человек «не тонет, а разлагается».
Это событие вызвало лавину акций за контроль загрязнений, в результате которых в 1970 году было создано Агентство США по охране окружающей среды и его аналог для штата, а в 1972 году были приняты федеральный закон США «О контроле за недопущением загрязнения воды» и «Соглашение о качестве воды в Великих озёрах». Крупные точечные источники загрязнений на Кайахоге в последние десятилетия были объектом пристального внимания Агентства штата Огайо по охране окружающей среды. Эти события отражены в песне Рэнди Ньюмена «Burn On» (1972), песне рок-группы R.E.M. «Кайахога» (1986), песне рок-группы «Adam Again» «Река в огне» (1992).
Качество воды улучшилось, и в знак признания этого в 1998 году Кайахога стала одной из 14 «рек американского наследия». Но река все ещё загрязняется неточечными источниками, в результате переполнения ливнестока и застаивания воды, запруженной дамбами. Вследствие этого Агентство по охране окружающей среды включило некоторые части реки в число 43 «территорий Великих Озёр, вызывающих беспокойство».
В 2004 году одна из дамб была убрана, в 2005 году сильно модифицирована вторая. Ведутся активные дискуссии по демонтированию самой крупной третьей дамбы.